# Private Corner
《Private Corner》（中文譯名：私人角落），是香港歌手張學友的第22張粵語專輯，也是其第38張錄音室專輯。唱片監製為張學友與杜自持，由環球唱片發行。該張專輯在亞洲地區的銷量截至2010年4月初計有逾20萬張，為2010年代以後少數銷量甚高的粵語專輯。

## 專輯介紹
自前一張專輯《在你身邊》於2007年發行後，張學友在此三年之間未發行任何一張專輯，於2009年時曾有關於其將在當年年中或年底發行粵語專輯，而該張專輯曾在2009年6月一次錄製完畢，唯張學友對該張專輯的曲目不甚滿意，故刪除其中已經錄製完成的六首歌曲，重新選歌並進行灌錄，期間也將唱片母帶送至美國，由葛萊美獎得主伯尼·格蘭德曼負責進行錄音，首版CD則在德國進行壓制。
張學友在2009年總共參與拍攝三部電影，在其參與拍攝電影《72家租客》完畢後，包括其所屬的環球唱片等香港四大唱片公司與TVB發生版稅糾紛事件，而由於當時該張專輯近於製作完成，因此使得該張專輯的宣傳活動存在著不可預期的變動。
《Private Corner》總共收錄9首粵語歌曲以及1首英文歌曲，專輯時間長度為40分35秒。該張專輯的規劃與製作人員來自多個國家與地區，除了香港當地的成員以外，也包括德國、美國、瑞典、澳洲與馬來西亞等地的製作人。張學友所屬的環球唱片也在日本為該張專輯推出音質佳的玻璃CD，也使得張學友成為第一位擁有玻璃CD的華人歌手，而該張CD的售價達1.5萬港幣，是至今為止華人樂壇中價格極昂貴的專輯之一。
該張專輯中較為引人注目的兩首歌曲是《月巴女且》和《Everyday Is Christmas》，其中《月巴女且》帶有明顯的映射含義，四個字的合體字即是「肥姐」沈殿霞，歌曲充滿紀念意義；而《Everyday Is Christmas》是張學友自英文專輯《Touch of Love》後首次收錄英文歌曲，備受樂迷期待。

### 專輯風格
《Private Corner》的專輯曲風為純粹的爵士樂風格，並被認為是一張發燒專輯。由於該張專輯的音樂風格並不貼近於當時的市場需求，因此張學友在該張專輯中大膽地進行反潮流音樂的嘗試，將最接近其個人的音樂風格嘗試到底，專輯中的曲目也包括了華爾滋、弦樂四重奏、唱詩班等曲風，多位音樂評論家認為在現今的華語樂壇中，只有到他在樂壇上的高度及地位，並沒有迎合市場的壓力，才會專心製作真正屬於音樂的唱片。

### 曲目
| 曲序     | 曲目                          |                                | 作曲                                          | 编曲                            | 备注                                                      | 时长  |
| -------- | ----------------------------- | ------------------------------ | --------------------------------------------- | ------------------------------- | --------------------------------------------------------- | ----- |
| 1.       | 迷你                          | 陳少琪                         | Bobby Caldwell Henry Marx                     | 杜自持                          | 第一主打歌 改編自美國歌手Bobby Caldwell的《Stuck On You》 | 4:00  |
| 2.       | Double Trouble                | 喬星                           | Roxanne Seeman Kine Ludvigsen Olav Fossheim   | 杜自持                          | 第三主打歌                                                | 3:14  |
| 3.       | 不只有緣                      | 喬星                           | Roxanne Seeman Daniel Nitt                    | Daniel Nitt 杜自持              | 原名《Lucky in Love》 電影《月滿軒尼詩》主題曲            | 4:40  |
| 4.       | 十二個音                      | 陳少琪                         | Roger Wang                                    | 杜自持                          | 第二主打歌 原名《Love Scale》                             | 4:54  |
| 5.       | 月巴女且                      | 陳少琪                         | 高世章                                        | Anthony Chue                    | 第六主打歌 紀念沈殿霞                                     | 3:33  |
| 6.       | 戀上你背面                    | 陳少琪                         | Peter J. Moore                                | Peter D. Moore Holger Skepeneit | 原名《Watch Her Walk》                                    | 3:47  |
| 7.       | Let It Go                     | 喬星                           | Roxanne Seeman Daniel Lindström Daniele Musto | 杜自持                          | 第四主打歌                                                | 4:11  |
| 8.       | 找對你                        | 喬星                           | Roxanne Seeman Philipp Steinke                | 杜自持                          | 第五主打歌 原名《Which Way, Robert Frost?》               | 3:53  |
| 9.       | 伯爵茶                        | 林若寧                         | Peter J. Moore                                | Peter D. Moore Holger Skepencit |                                                           | 4:17  |
| 10.      | Everyday Is Christmas（英語） | Roxanne Seeman Philipp Steinke | Roxanne Seeman Philipp Steinke                | 杜自持                          |                                                           | 4:02  |
| 总时长： | 总时长：                      | 总时长：                       | 总时长：                                      | 总时长：                        | 总时长：                                                  | 40:25 |

### 歌曲詳細資料
1. 迷你
《迷你》是該張專輯的第一主打歌曲，為該張專輯中唯一一首翻唱歌曲，其原曲為美國爵士樂歌手Bobby Caldwell的《Stuck On You》，粵語版本歌詞由香港填詞人陳少琪填詞，並由杜自持編曲。《迷你》是該張專輯最先被推出MV的歌曲，並在派臺後即成為冠軍歌曲。
2. Double Trouble [14]
《Double Trouble》是該張專輯的第三主打歌曲，由美國音樂人Roxanne Seeman、挪威音樂人Kine Ludvigsen以及瑞典音樂人Olav Fossheim共同作曲，粵語歌詞由當時香港的新進填詞人喬星填詞，並由杜自持編曲。該首歌曲屬於爵士樂典型的大樂團風格，使用的樂器包括小號、長號、薩克斯風等，歌詞主要講述一個人在一段凶險經歷的路程上，令人感到面對惡人時的凶險及小心翼翼的心情，但仍不失其快速節奏的跳躍感，並藉由張學友的演繹淡化驚恐，增添與惡人鬥爭時的喜感[15]。
3. 不只有緣
《不只有緣》在填詞完成之前的原歌名為《Lucky in Love》，由美國音樂人Roxanne Seeman與德國音樂人Daniel Nitt共同作曲，粵語歌詞由香港填詞人喬星填詞，配器則由專輯主要製作人杜自持與Daniel Nitt首次合作編曲。該首歌曲屬於弦樂四重奏的風格，並為當年正式上映的香港電影《月滿軒尼詩》的主題曲。
4. 十二個音
《十二個音》是該張專輯的第二主打歌曲，在填詞完成之前的原歌名為《Love Scale》，由擅長演奏吉他的馬來西亞音樂人Roger Wang作曲，粵語歌詞由香港填詞人陳少琪填詞，並由杜自持編曲。該首歌曲屬於詩歌類型，為該張專輯中較為少數的輕快旋律歌曲，填詞人陳少琪藉由運用音域的十二個音符，表達歌者在與音樂的接觸，如同一對戀人產生的愛情。
5. 月巴女且
《月巴女且》是該張專輯的第六主打歌曲，由香港音樂人高世章作曲，陳少琪填詞，並由褚鎮東編曲，為該張專輯中唯一一首由香港人創作的歌曲。該首歌曲屬於爵士樂的百老匯音樂劇風格，張學友在製作該張專輯時，將該首歌曲的命名權交由填詞人，而由於該首歌曲主要為歌頌香港著名的已故藝人沈殿霞，因此陳少琪藉由沈殿霞的暱稱「肥姐」，將其拆為「月巴女且」以命名該首歌曲，歌詞充滿對沈殿霞的讚頌、尊敬與懷念，並屢次屬用褒義的詞彙對沈殿霞在音樂、電影、電視及司儀主持等方面的讚揚。
6. 戀上你背面
《戀上你背面》在填詞完成之前的原歌名為《Watch Her Walk》，由加拿大音樂人Peter Moore作曲，粵語歌詞由香港填詞人陳少琪填詞，並由Peter Moore與德國音樂人Holger Skepeneit共同編曲。該首歌曲的風格傾向於1930年代的紐約布魯斯，使用的樂器包括低音提琴、鋼琴、薩克斯風等，填詞人陳少琪將上流社會的奢華以及主人公帶有的藝術氣息，透過歌詞來描寫與呈現。
7. Let It Go
《Let It Go》是該張專輯的第四主打歌曲，由美國音樂人Roxanne Seeman、瑞典音樂人Daniel Lindström與Daniele Musto共同作曲，粵語歌詞由香港填詞人喬星填詞，並由杜自持編曲。張學友在該首歌曲與美國著名的教堂唱詩班SSJC首次合作，以其娓娓道來的演繹形式與人聲合唱悅耳地融合，互相輝映，輕快節奏為該首歌曲的主要亮點。
8. 找對你
《找對你》是該張專輯的第五主打歌曲，在填詞完成之前的原歌名為《Which Way, Robert Frost?》，由美國音樂人Roxanne Seeman與德國音樂人Philipp Steinke共同作曲，粵語歌詞由香港填詞人喬星填詞，並由杜自持編曲。
9. 伯爵茶
《伯爵茶》由加拿大音樂人Peter Moore作曲，粵語歌詞由香港填詞人林若寧填詞，並由Peter Moore與德國音樂人Holger Skepeneit共同編曲。
10. Everyday Is Christmas（英語）
《Everyday Is Christmas》是該張專輯中唯一一首英語歌曲，為自《Touch of Love》專輯以後，張學友再次演唱的英語歌曲，由美國音樂人Roxanne Seeman、德國音樂人Philipp Steinke共同作曲、填詞，並由杜自持編曲。該首歌曲曾由美國團體Earth, Wind & Fire以及瑞典歌手Nils Landgren（英语：Nils Landgren）所翻唱。

## 宣傳
由於該張專輯發行前正逢香港四大唱片公司與TVB發生版稅糾紛事件，因此張學友缺少了TVB這個宣傳平台，原無法能亮相TVB宣傳新歌，但其在2010年1月30日應邀出席當屆的十大中文金曲頒獎音樂會，並在會場上演唱其作品《迷你》，張學友開始演唱時，會場全體歌手起立以表示對其之尊重及支持，TVB在直播中不得不播出該次節目，也使得張學友獲得了在TVB宣傳其作品的機會。
2010年4月30日，張學友在香港理工大學賽馬會綜藝館舉行了一場小型的《張學友Private Corner迷你音樂會》，全場皆以爵士樂演出，並表示希望有機會今後於紅磡體育館舉行純粹的爵士樂風格的演唱會。

## 外界評價
《Private Corner》是粵語流行音樂史上首張完整的爵士樂風格專輯，在此前從未有任何歌手以粵語嘗試製作爵士樂專輯，對於自1997年後逐漸衰敗的粵語流行音樂而言，是一種積極、刺激、大膽及對未來粵語流行音樂發展具備不同風格樂風的嘗試。而在中國大陸的一些主流音樂傳媒及評論家，也認為該張專輯是張學友演藝生涯中水準極高的一張專輯，並於推動、普及在華語樂壇認知度低的爵士樂做出相當大的貢獻。
由於該張專輯在推出後銷量極佳，長期在各專輯銷量榜單中取得冠軍位置，並得到不少注重錄音素質與音響技術的樂迷所喜愛，環球唱片也在其後的2010年3月16日為該張專輯推出採取180GM並於日本進行壓制的黑膠唱片，並在同年4月12日推出於日本壓制的HQCD版專輯。

## 製作團隊
- 亞洲
  - 香港
    - 張學友：專輯製作人之一、演唱者
    - 杜自持：專輯製作人之一
    - 高世章：《月巴女且》作曲者
    - 陳少琪：《迷你》、《十二個音》、《月巴女且》、《戀上你背面》填詞者
    - 喬星：《Double Trouble》、《不只有緣》、《Let It Go》、《找對你》填詞者
    - 林若寧：《伯爵茶》填詞者
    - 奚仲文：美術指導
    - 夏永康：攝影

  - 馬來西亞
    - Roger Wang：《十二個音》作曲者
- 歐洲
  - 德國
    - Daniel Nitt：《不只有緣》作曲者之一
    - Philipp Steinke：《找對你》作曲者之一，《Everyday Is Christmas》作曲者暨填詞者之一

  - 挪威
    - Kine Ludvigsen：《Double Trouble》作曲者之一

  - 瑞典
    - Olav Fossheim：《Double Trouble》作曲者之一
    - Daniel Lindström：《Let It Go》作曲者之一
    - Daniele Musto：《Let It Go》作曲者之一
- 美洲
  - 美國
    - Bobby Caldwell：《迷你》作曲者，亦為該首歌曲的原曲演唱者
    - Roxanne Seeman：《Double Trouble》、《不只有緣》、《Let It Go》、《找對你》作曲者之一，《Everyday Is Christmas》作曲者暨填詞者之一
    - 伯尼·格蘭德曼：專輯混音

  - 加拿大
    - Peter J. Moore：《戀上你背面》、《伯爵茶》作曲者

## 派台歌曲及四台成績
《迷你》、 《十二個音》、 《Double Trouble》、《Let It Go》、《找對你》及《月巴女且》。
| 歌曲           | 903 專業推介 | RTHK 中文歌曲龍虎榜 | 997 勁爆流行榜 | TVB 勁歌金榜 |
| -------------- | ------------ | ------------------- | -------------- | ------------ |
| 迷你           | 1            | 1                   | 1              | X            |
| 十二個音       | 1            | 1                   | 3              | X            |
| Double Trouble | 1            | 15                  | 4              | X            |
| Let It Go      | 16           | /                   | /              | X            |
| 找對你         | 5            | /                   | /              | X            |
| 月巴女且       | /            | /                   | /              | X            |

粗體表示冠軍歌
第一主打《迷你》成為三台冠軍歌，《十二個音》和《Double Trouble》均成為流行榜冠軍。

### 香港電臺中文歌曲龍虎榜
- 迷你 第5周上榜 最高名次：冠軍[20]
- 十二個音上榜５週  最高名次：冠軍
- Double Trouble 上榜3週  最高名次：第十五位

### 叱咤903專業推介
- 迷你 上榜5周 最高名次：冠軍[21]

- 十二個音 上榜2周 最高名次：冠軍[21]

- Double Trouble 上榜3周 最高名次：冠軍[21]

- Let It Go 上榜2周 最高名次：第十六位[21]

- 找對你 上榜3周 最高名次：第五位[21]

### 香港新城電臺勁爆本地榜
- 迷你 第4周上榜 最高名次：冠軍[22]
- 十二個音  上榜四週　最高名次：季軍[22]
- Double Trouble  上榜2週　最高名次：第四位[22]

### 台湾幽浮劲碟排行榜
- 迷你 共3周上榜 最高名次：第4名[23]
- 十二個音 第2周上榜 最高名次：第5名[23]

### 銷量榜成績（2010年第10周）
- 香港HMV銷量榜： 冠軍（連五周冠軍））[24]
- 香港唱片商會銷量榜：冠軍（連六周冠軍）
- 香港唱片(Hong Kong Records) 銷量榜：冠軍（連六周冠軍）[25]
- 香港CD Warehouse銷量榜： 冠軍（連五周冠軍））[26]
- 臺灣G-music風雲銷量榜：第十四名（上榜第五周，最高第四名）[27]
- 臺灣five music销量榜：第四名（上榜第五周，最高第二名）[28]